# 蒔田城
蒔田城（まいたじょう）は、神奈川県横浜市南区蒔田町にあったとされる日本の城。武蔵世田谷（東京都世田谷区）と共に蒔田を領有した吉良氏の居城とされる。

## 概要
現在、学校法人横浜英和学院が所在する大岡川右岸の標高35メートル程の台地上にあったとされ、学院敷地内が本曲輪だったとされる。大正期には学院が建設されていたため、主要な遺構は削平された可能性が高いが、周辺に空堀や腰曲輪と見られるものが残るという。

### 蒔田の吉良氏
吉良氏は足利将軍家の分家であり「御所（足利）が絶えれば吉良が継ぎ、吉良が絶えれば今川が継ぐ」 といわれるほど高い家格を持ち、世田谷城に拠ったが、軍事的には強大化せず戦国時代には後北条氏の勢力下に入った。ただし、その所領は『小田原衆所領役帳』に見えず、判物などの文書を独自に発給していることから、後北条氏配下にあっても特異な位置にあったと見られている  。蒔田城の築城年代は不明だが、 15世紀末頃の吉良成高、あるいは吉良頼康の代には蒔田の地を領有し、「蒔田御所」と呼ばれたという  。

### 供養塔
城跡の東南麓にある龍祥山勝國寺は吉良氏の菩提寺とされ、4基の五輪塔が「吉良家の供養塔」として横浜市地域史跡に登録されている。

### 成美学園遺跡
英和学院の校名が「成美学園」だった時期（1939年～1996年）の1984年（昭和59年）、グラウンド整備に伴い校庭の一部で発掘調査が行われた。その結果縄文時代前期・弥生時代・古墳時代の竪穴建物跡など、古代の集落が検出されたものの、城郭関連遺構は発見されなかった。ただし、中世の遺物として火鉢片が1点出土したという。